# Ute Clement
Ute Clement (* 1964 in Wilhelmshaven) ist eine deutsche Berufspädagogin und seit dem 1. Oktober 2021 Präsidentin der Universität Kassel.

## Leben
Nach ihrem Abitur absolvierte Clement zunächst eine Ausbildung zur Krankenschwester am Universitätsklinikum Düsseldorf. Anschließend studierte sie Erziehungswissenschaften mit dem Schwerpunkt Berufspädagogik an der Fernuniversität Hagen.
1998 wurde Clement an der Universität Karlsruhe mit einer Arbeit zur Politischen Steuerung beruflicher Bildungssysteme promoviert. Es folgte 2002 die Habilitation zu Erkenntnis und Erfahrung in der beruflichen Bildung, ebenfalls an der Universität Karlsruhe. Seit 2003 hat sie eine Professur für Berufs- und Wirtschaftspädagogik an der Universität Kassel inne. Ihre Forschungsschwerpunkte sind internationale Berufsbildungsforschung, insbesondere zu Lateinamerika, Berufsbildung und Armutsbekämpfung, Gestaltung von Ausbildungsbeziehungen in Betrieb und Schule sowie Bildungsmanagement.
Von 2015 bis 2021 war Clement Vizepräsidentin der Universität Kassel, zuständig unter anderem für die Graduiertenförderung. Sie war zudem Gründungsvorsitzende des Kassel Institute for Sustainability der Universität Kassel, das im März 2023 formal startete.

## Trivia
Die Wahl Clements zur Präsidentin am 27. Januar 2021 war die erste reine Online-Präsidentschaftswahl an einer deutschen Universität. Clement ist nach Gründungspräsidentin Vera Rüdiger die zweite Frau an der Spitze der Universität Kassel.